# 卡洛斯·曼努埃爾·阿拉納·奧索里奧
卡洛斯·曼努埃爾·阿拉納·奧索里奧（西班牙語：Carlos Manuel Arana Osorio，1918年7月17日—2003年12月6日）是一位瓜地馬拉政治人物，1970年至1974年擔任瓜地馬拉總統。在他任內，數以千計的異議人士、反對派人士遭到處決，估計共有20,000以上瓜地馬拉人在阿拉納主政期間被殺害或失蹤。

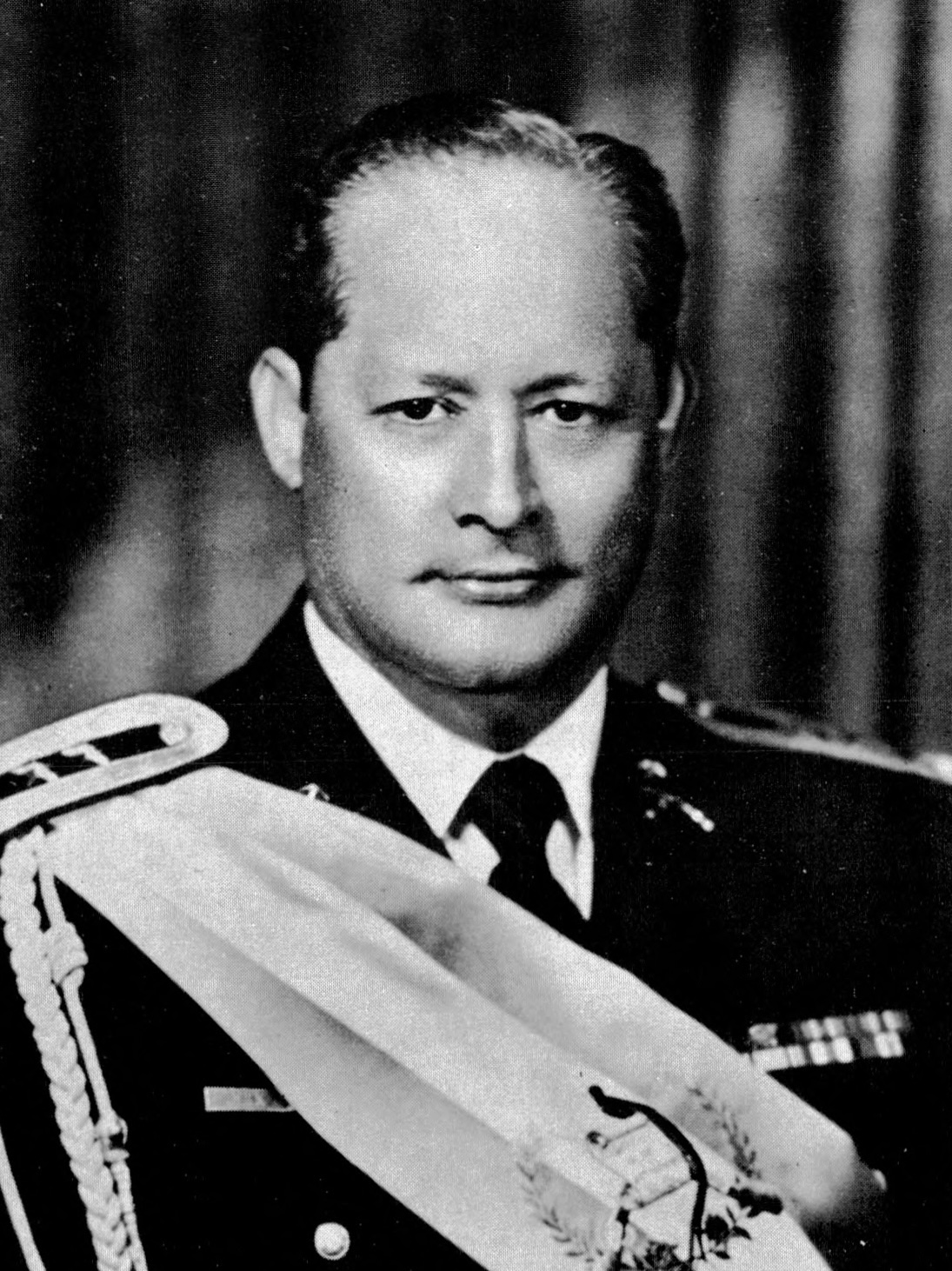
卡洛斯·曼努埃爾·阿拉納·奧索里奧